# Vengo anch'io (programma televisivo)
Vengo anch'io era un programma televisivo italiano di varietà, trasmesso per 8 puntate, dal 20 luglio al 7 settembre 1968, sul Programma Nazionale.
Gli autori erano Castellano e Pipolo, i registi Eros Macchi e Lino Procacci, che si alternarono nella realizzazione delle puntate. Il programma era condotto da Raffaele Pisu, che compariva anche insieme al pupazzo Provolino, mentre l'orchestra era diretta da Enrico Simonetti. La trasmissione presentava musiche e scenette comiche, ed in ogni puntata si sfidavano in una prova a quiz due musicisti. Fra gli ospiti anche Enzo Jannacci, che interpretava la sigla Vengo anch'io. No, tu no, ispirandosi al titolo del programma, il quale, pur essendo stato trasmesso durante l'estate, fu molto seguito dal pubblico.